# Lignières (Somme)
Lignières település Franciaországban, Somme megyében. Lakosainak száma 146 fő (2022. január 1.). Lignières Becquigny, Ételfay, Faverolles, Guerbigny, Laboissière-en-Santerre és Marquivillers községekkel határos.

## Népesség
A település népességének változása:
| Lakosok száma | 137  | 132  | 137  | 141  | 145  | 145  | 146  | 146  |
|               | 2013 | 2015 | 2017 | 2018 | 2019 | 2020 | 2021 | 2022 |